# Хёндок-ванху
Хёндо́к-ванху́ (хангыль: 현덕왕후 권씨, ханча 顯德王后 權氏; 17 апреля 1418 — 10 августа 1441) — чосонская королева-консорт, третья главная супруга наследного принца Ли Хяна, мать чосонского вана Танджона. Личное имя её неизвестно. Происходила из клана Андон Квон. Умерла родами. Хотя она умерла до того, как её муж стал правителем Чосона, посмертно удостоена титула королевы Хёндок (현덕왕후) в 1450 году.

## Биография
Госпожа Квон родилась 17 апреля 1418 года в клане Андон Квон в семье Квон Чона и его второй жены, госпожи Чхве из клана Хэджу Чхве. У неё было пятеро младших братьев и сестёр.
В возрасте 12 или 13 лет юная госпожа Квон вошла во дворец в 1431 году вместе с двумя другими девочками: юной госпожой Чжон из клана Донхрэ Чжон[уточнить] и юной госпожой Хон из клана Намьян Хон; все они получили титул сынхви́ (хангыль: 승휘) — 4-й младший ранг наложницы наследного принца Ли Хяна. Наложница Квон родила дочь в 1433 году, но девочка умерла, не дожив до года.
В 1435 году наложница Квон снова забеременела, что вызвало зависть кронпринцессы Сун, у которой не было детей и которая опасалась, что её уберут в пользу наложницы Квон. В 1436 году наложница Квон родила принцессу Кёнхе. После того, как наследная принцесса Сун была изгнана за то, что спала со своей горничной, королевская наложница Квон была повышена с сынхви до янво́н (양원), 3-го младшего ранга наложницы.
Вскоре придворные предложили сделать Квон следующей наследной принцессой, поскольку у неё уже был ребёнок, она была старше наложницы Хон, а положение её отца в правительстве было высоким. В конце 1437 года она стала наследной принцессой Квон.
9 августа 1441 года наследная принцесса Квон родила сына по имени Ли Хонхви, что было широко отпраздновано, поскольку он был единственным сыном наследного принца. Однако принцесса Квон не оправилась от родов и умерла через день. Ей был посмертно присвоен титул наследной принцессы-консорта Хёндок (хангыль: 현덕빈, ханджа: 顯德嬪) и она была похоронена в Сореунге (ханджа: 昭陵) в Ансане, Кёнгидо Говорили, что её смерть глубоко опечалила её мужа и тестя, а также тех, кто жил и работал во дворце.
Седжон заявил, что наследная принцесса обладала изящными достоинствами и была достойной восхищения, сострадательной и достойной.

## Посмертный статус
В 1450 году Мунджон взошёл на чосонский трон, после этого он даровал своей покойной жене, матери наследника, титул королевы Хёндок. Её сын Танджон позже даровал ей полное посмертное имя во время своего правления.
В 1457 году, через несколько лет после того, как её зять Седжо́ сверг её сына с чосонского трона, брат королевы Хёндок и её свекровь были признаны виновными в государственной измене и казнены. И королева, и её отец были посмертно понижены до статуса простолюдинов.
В книге неофициальной истории Yeonryeosilkisul[уточнить] говорится, что ван Седжо почувствовал месть умершей королевы Хёндок. «Однажды Седжо приснилась королева Хёндок, которая появилась в полном гневе и сказала: „Вы убили моего сына, который не сделал ничего плохого, поэтому я сделаю то же самое с вашими детьми. Запомни это“. Седжо проснулся в шоке, и внезапно он получил известие о том, что наследный принц (первенец Седжо, наследный принц Уигён) скончался. По этой причине Сорын (гробница королевы Хёндок) была раскопана».
Позже её статус был восстановлен во время правления короля Чонджона, и останки королевы были перевезены в Хённын для того, чтобы быть похороненными рядом с супругом.

## Семья
- Прадед — Квон Чончжон (권정중, 權正中)
- Дедушка — Квон Пэкчжон (권백종, 權伯宗)
- Бабушка — госпожа Квон (증 정경부인 권씨, 贈 貞敬夫人 權氏) (? — 1425)
- Отец — Квон Чон (권전, 權專) (1372—1441)[13]
- Мать — Чхве Аджи (최아지, 崔阿只), внутренняя принцесса-консорт Хээрён из клана Хэджу Чхве (해령부부인 해주 최씨, 海寧府夫人 海州 崔氏) (? — 1456)
  - Дедушка — Чхве Юн (최용, 崔鄘)
  - Бабушка — госпожа Джи из клана Чхунджу Джи (충주 지씨, 忠州 池氏)

### Братья и сёстры
- Младший брат — Квон Джасин (권자신, 權自愼) (? — 1456)
  - Невестка — госпожа Ким (김씨)
- Младшая сестра — госпожа Гвон из клана Андон Квон (안동 권씨, 安東 權氏)
  - Шурин — Ким Ён Мён (김영명, 金永命)
- Младшая сестра — госпожа Квон из клана Андон Квон (안동 권씨, 安東 權氏)
  - Шурин — Чо Чонно (조청노, 趙淸老)
- Младшая сестра — госпожа Квон из клана Андон Квон (안동 권씨, 安東 權氏)
  - Зять — Квон Санхэ (권산해, 權山海)
- Младшая сестра — госпожа Квон из клана Андон Квон (안동 권씨, 安東 權氏)
  - Шурин — Юн Ёнсон (윤영손, 尹令孫)

### Муж
- Мунджон (조선 문종) (15 ноября 1414 г. — 1 июня 1452 г.)
  - Свекровь — королева Сохён из клана Чхонсон Сим (소헌왕후 심씨) (12 октября 1395 — 19 апреля 1446)
  - Свёкор — Седжон (조선 세종) (7 мая 1397 — 30 марта 1450)

### Дети
- Безымянная дочь (1433—1433)
- Дочь — принцесса Кёнхё (경혜공주) (1436 — 17 января 1474)
  - Зять — Чжон Чжон (정종, 鄭悰) (? — 1461)
    - Внучка — госпожа из клана Хэджу Чжон (해주 정씨, 海州 鄭氏); умерла преждевременно
    - Внук — Чон Мису (정미수, 鄭眉壽) (1456—1512)
- Сын — Танджон (조선 단종) (9 августа 1441 — 7 ноября 1457)
  - Невестка — королева Чонсун из клана Ёсан Сон (정순왕후 송씨) (1440 — 7 июля 1521)

## В популярной культуре
- Роль принцессы Квон сыграла южнокорейская актриса Кан Хеин в телесериале 2008 года «Великий король Седжон» KBS.

### Процитированные работы
- 端宗實錄 [Подлинные записи Танджона] (на литературном китайском и корейском языках). 1469.
- 文宗實錄 [Подлинные записи Мунджона] (на литературном китайском и корейском языках). 1455.
- 世祖實錄 [Настоящие записи Седжо] (на литературном китайском и корейском языках). 1471.
- 世宗實錄 [Настоящие записи Седжона] (на литературном китайском и корейском языках). 1454.
- 成宗實錄 [Настоящие записи Сонджона] (на литературном китайском и корейском языках). 1499.